# Artibeus planirostris
Artibeus planirostris је врста слепог миша из породице Phyllostomidae. 

## Распрострањење
Ареал врсте Artibeus planirostris обухвата већи број држава.
Врста је присутна у следећим државама: Бразил, Аргентина, Колумбија, Боливија, Парагвај, Гвајана, Француска Гвајана, Венецуела, Перу и Суринам.

## Станиште
Станиште врсте су шуме.

## Угроженост
Ова врста је наведена као последња брига, јер има широко распрострањење и честа је врста.